# 0verflow
Overflow (オーバーフロー 'Ōbāfurō'?) (estilizado 0verflow) es una división de videojuegos japonesa de Stack Ltd. especializada en la producción de ficción interactiva para mayores de edad.
La marca Overflow es conocida por la franquicia de videojuegos School Days. La sede de la compañía se encuentran en el edificio Sugishō Building (杉商ビル 'Sugishō Biru'?) en Kanda, Chiyoda, Tokio. El 10 de febrero de 2012, Overflow confirmó que Shiny Days, un remake de Summer Days, será el último título producido por la marca. El equipo también aseguró a los clientes que no iba a hacer bancarrota y seguirá apoyando su línea de videojuegos, incluso después del lanzamiento de Shiny Days.
El videojuego School Days de Overflow fue adaptado en una serie de anime de 12 episodios en 2007. Tanto School Days como Cross Days han recibido adaptaciones a manga.

## Videojuegos
- 26 de noviembre de 1999: Large PONPON (らーじ・)
- 25 de agosto de 2000: PureMail
- 27 de abril de 2001: 0verflow Pleasure Box (オーバーフローぷれじゃ～ボックス)
- 28 de diciembre de 2001: Snow Radish Vacation (Snowラディッシュバケーション)
- 27 de diciembre de 2002: Let's go for the little sister! (妹で行こう!)
- 1 de abril de 2003: Summer Radish Vacation!! (Summerラディッシュバケーション)
- 28 de diciembre de 2003: Magical Unity (マジカル☆ユニティー)
- 30 de abril de 2004: MISS EACH OTHER
- 15 de octubre de 2004: LOST M
- 28 de abril de 2005: School Days
- 27 de enero de 2006: 0verflow Premium Trilogy Box (オーバーフロープレミアムトリロジーボックス)
- 23 de junio de 2006: Summer Days
- 19 de marzo de 2010: Cross Days
- 8 de octubre de 2010: School Days HQ
- 27 de abril de 2012: Shiny Days (シャイニーデイズ Shainī Deizu?)[4]
- TearMail (no lanzado)
- Island Days (primavera de 2014)